# North American Soccer League 1972
La North American Soccer League 1972 fu la quinta edizione dell'omonima lega calcistica. Parteciparono otto squadre e si laurearono campioni i N.Y. Cosmos, sconfiggendo i St. Louis Stars nella finale dei play-off.

## Avvenimenti
Le squadre furono le stesse della stagione precedente con la sola differenza che i Washington Darts cambiarono proprietà e città e divennero i Miami Gatos.
Nel corso della stagione venne introdotto il primo e uno dei più radicali cambiamenti alle regole standard del gioco, secondo la pratica di "americanizzare" il calcio per adattarlo ai gusti del pubblico locale: la linea oltre la quale un giocatore poteva essere considerato in fuorigioco venne spostata dal centrocampo al lato lungo dell'area di rigore, posto quindi a 16,50 metri dal fondo del campo, 18 yarde secondo l'unità di misura americana. Lo scopo era di diminuire l'uso tattico del fuorigioco e aumentare il numero di gol segnati. Il cambiamento venne introdotto a partire dal 26 giugno.
In questa stagione venne effettuato il primo ingaggio di un calciatore tramite draft da parte di una franchigia statunitense: il giocatore scelto fu il difensore Alain Maca.

## Formula
Le squadre erano suddivise in due division in base alla loro posizione geografica. Ogni squadra giocava 14 incontri, affrontando una volta in casa e una in trasferta tutte le avversarie. Le prime due classificate di ogni division venivano ammesse ai play-off.
I play-off erano costituiti dalle semifinali, in cui la prima di una division sfidava la seconda dell'altra division, e dalla finale del campionato. Tutti i turni si disputavano in gara unica in casa della squadra meglio piazzata durante la stagione regolare.
Venivano attribuiti 6 punti per ogni vittoria, 3 punti per ogni pareggio e 1 punto per ogni gol segnato, fino ad un massimo di 3 per ogni incontro.

## Squadre partecipanti
| Club               | Stagione | Città       | Stadio                   | Stagione precedente                               |
| ------------------ | -------- | ----------- | ------------------------ | ------------------------------------------------- |
| Atlanta Chiefs     | dettagli | Atlanta     | Atlanta Stadium          | 1º posto in Southern Division. Finalista play-off |
| Dallas Tornado     | dettagli | Dallas      | Texas Stadium            | Vincitore                                         |
| Miami Gatos        | dettagli | Miami       | Miami-Dade North Stadium | Trasferimento dei Washington Darts                |
| Montréal Olympique | dettagli | Montréal    | Autostade                | 4º posto in Northern Division                     |
| N.Y. Cosmos        | dettagli | New York    | Hofstra Stadium          | 1º posto in Northern Division                     |
| Rochester Lancers  | dettagli | Rochester   | Aquinas Memorial Stadium | 2º posto in Northern Division                     |
| St. Louis Stars    | dettagli | Saint Louis | Busch Memorial Stadium   | 4º posto in Southern Division                     |
| Toronto Metros     | dettagli | Toronto     | Varsity Stadium          | 3º posto in Northern Division                     |

## Classifiche regular season

### Northern Division
|  | Pos. | Squadra            | Pt | G  | V | N | P | GF | GS |
|  | ---- | ------------------ | -- | -- | - | - | - | -- | -- |
|  | 1.   | N.Y. Cosmos        | 77 | 14 | 7 | 4 | 3 | 28 | 16 |
|  | 2.   | Rochester Lancers  | 64 | 14 | 6 | 3 | 5 | 20 | 22 |
|  | 3.   | Montréal Olympique | 57 | 14 | 4 | 5 | 5 | 19 | 20 |
|  | 4.   | Toronto Metros     | 53 | 14 | 4 | 4 | 6 | 18 | 22 |

### Southern Division
|  | Pos. | Squadra         | Pt | G  | V | N | P | GF | GS |
|  | ---- | --------------- | -- | -- | - | - | - | -- | -- |
|  | 1.   | St. Louis Stars | 69 | 14 | 7 | 3 | 4 | 20 | 14 |
|  | 2.   | Dallas Tornado  | 60 | 14 | 6 | 3 | 5 | 15 | 12 |
|  | 3.   | Atlanta Chiefs  | 56 | 14 | 5 | 3 | 6 | 19 | 18 |
|  | 4.   | Miami Gatos     | 44 | 14 | 3 | 3 | 8 | 17 | 32 |

## Play-off

### Tabellone
|  | Semifinali | Semifinali        | Semifinali |  |             | Finale          | Finale          | Finale |
|  |            |                   |            |  |             |                 |                 |        |
|  | N1         | N.Y. Cosmos       | 1          |  |             |                 |                 |        |
|  | N1         | N.Y. Cosmos       | 1          |  |             |                 |                 |        |
|  | S2         | Dallas Tornado    | 0          |  |             |                 |                 |        |
|  | S2         | Dallas Tornado    | 0          |  | N.Y. Cosmos | N.Y. Cosmos     | 2               |        |
|  |            |                   |            |  | N.Y. Cosmos | N.Y. Cosmos     | 2               |        |
|  |            |                   |            |  |             | St. Louis Stars | St. Louis Stars | 1      |
|  | S1         | St. Louis Stars   | 2          |  |             | St. Louis Stars | St. Louis Stars | 1      |
|  | S1         | St. Louis Stars   | 2          |  |             |                 |                 |        |
|  | N2         | Rochester Lancers | 0          |  |             |                 |                 |        |
|  | N2         | Rochester Lancers | 0          |  |             |                 |                 |        |

### Semifinali
| Saint Louis 15 agosto 1972 | St. Louis Stars | 2 – 0 | Rochester Lancers | Busch Memorial Stadium (5.319 spett.) |

| Hempstead 19 agosto 1972 | N.Y. Cosmos | 1 – 0 | Dallas Tornado | Hofstra Stadium (5.026 spett.) |

### Finale
| Hempstead 26 agosto 1972 | N.Y. Cosmos | 2 – 1 | St. Louis Stars | Hofstra Stadium (6.102 spett.) |